# Svádov (przystanek kolejowy)
Svádov – przystanek kolejowy w Uściu nad Łabą, w kraju usteckim, w Czechach. Znajduje się na wysokości 145 m n.p.m.
Jest zarządzany przez Správę železnic. Na przystanku nie ma możliwości zakupu biletów, a obsługa podróżnych odbywa się w pociągu.

## Linie kolejowe
- 073 Ústí nad Labem-Střekov - Děčín